# Lee Remick

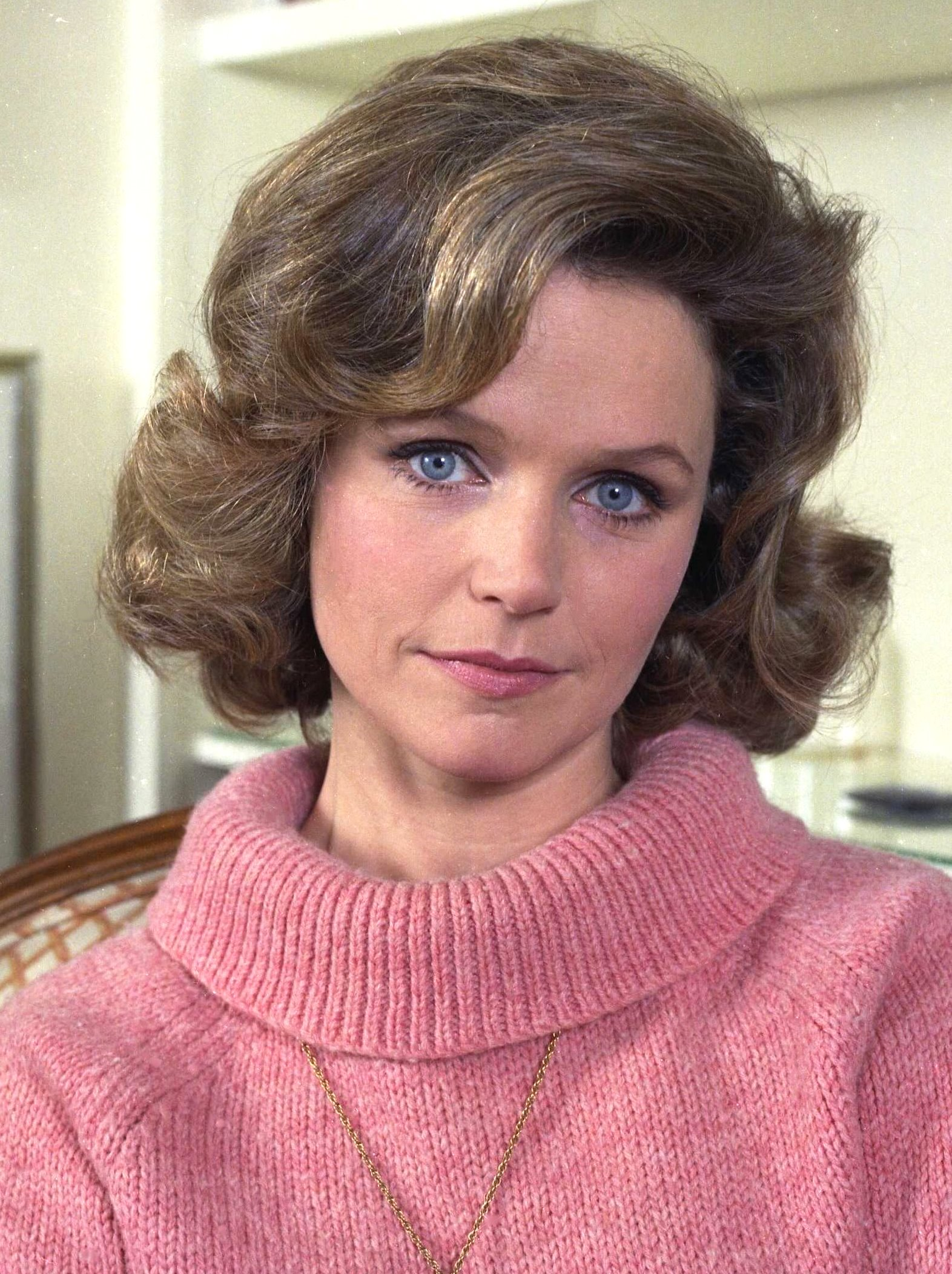
Lee Remick (1974)

Lee Ann Remick (* 14. Dezember 1935 in Quincy, Massachusetts; † 2. Juli 1991 in Los Angeles, Kalifornien) war eine US-amerikanische Schauspielerin.

## Leben und Werk
Lee Remick kam als Tochter einer Bühnenschauspielerin zur Welt. Schon früh zog sie mit ihrer Familie nach New York, wo sie die Miss Hewitt's Classes absolvierte und Ballett-Unterricht bei Ruth Swoboda nahm sowie Modern Dance bei Charles Weidman. Sie hatte 1952 ihr Bühnendebüt während einer großen Show in einem Musik-Zirkuszelt in Hyannis Port, Massachusetts. 1953 spielte sie am Broadway in dem Stück Be Your Age und war ab diesem Zeitpunkt regelmäßig auf der Theaterbühne vertreten. 1966 war ihre Darstellung der tapferen Blinden in Warte, bis es dunkel ist (später mit Audrey Hepburn verfilmt) ein großer Erfolg, ebenso wie ihr Londoner Bühnendebüt zehn Jahre später in der Rolle der Raststättensängerin in Bus Stop (verfilmt mit Marilyn Monroe).
Interessanter als ihre Filme in den 1970er Jahren werden Fernsehbearbeitungen ihrer Bühnenerfolge betrachtet, z. B. 1972 Sommer und Rauch, 1973 Der Mann, der zum Dinner kam. Auch in Fernsehspielen hatte Remick Erfolg, wie z. B. 1974 als Winston Churchills Mutter Jennie Churchill in Jenny, Lady Churchill oder 1979 als General Eisenhowers Chauffeurin und Geliebte in Ike.
Trotz ihrer Krebserkrankung (Leber- und Nierenkrebs), die in den 1980er Jahren auftrat, arbeitete sie unermüdlich weiter auf der Bühne und im Fernsehen, wo sie 1989 in der Miniserie In 80 Tagen um die Welt spielte. Sie erlag ihrer Krankheit während der Vorbereitung auf die Dreharbeiten zu dem Fernsehfilm Die junge Katharina. Ihre Rolle ging an Marthe Keller.
Lee Remick war zweimal verheiratet. 1957 heiratete sie den Regisseur Bill Colleran, von dem sie 1968 geschieden wurde. Das Paar hatte zwei Kinder. In zweiter Ehe war sie von 1970 bis zu ihrem Tod mit dem Regisseur und Produzenten Kip Gowans verheiratet. Sie starb im Alter von 55 Jahren in ihrem Haus an ihrer Krebserkrankung.

## Filmografie (Auswahl)
- 1957: Ein Gesicht in der Menge (A Face in the Crowd)
- 1958: Der lange heiße Sommer (The Long, Hot Summer)
- 1959: Anatomie eines Mordes (Anatomy of a Murder)
- 1959: Tausend Berge (These Thousand Hills) – Regie: Richard Fleischer
- 1960: Wilder Strom (Wild River)
- 1961: Geständnis einer Sünderin (Sanctuary) – Regie: Tony Richardson
- 1962: Die Tage des Weines und der Rosen (Days of Wine and Roses)
- 1962: Der letzte Zug (Experiment in Terror)
- 1962: Der zweite Mann (The Running Man)
- 1963: Getrennte Betten (The Wheeler Dealers)
- 1965: Die Lady und der Tramp (Baby the Rain Must Fall) – Regie: Robert Mulligan
- 1965: Vierzig Wagen westwärts (The Hallelujah Trail)
- 1968: Der Detektiv (The Detective)
- 1968: Bizarre Morde (No Way to Treat a Lady)
- 1969: Der Killer und die Dirne (Hard Contract) – Regie: S. Lee Pogostin
- 1970: Die größten Gauner weit und breit (Loot) – Regie: Silvio Narizzano
- 1970: Traue keinem Hausfreund (A Severed Head) – Regie: Dick Clement
- 1970: Sie möchten Giganten sein (Sometimes a Great Notion)
- 1972: Niemand konnte sie retten (And No One Could Save Her) (Fernsehfilm) – Regie: Kevin Billington
- 1972: Trauma
- 1973: Empfindliches Gleichgewicht (A Delicate Balance) – Regie: Tony Richardson
- 1974: Jenny, Lady Churchill (Jennie, Lady Randolph Churchill) (Fernseh-Miniserie, 7 Folgen) – Regie: James Cellan Jones
- 1975: Ein Mann namens Hennessy (Hennessy) – Regie: Don Sharp
- 1975: Ein Mädchen, ein Muli und Omas Whisky (A Girl Named Sooner) (Fernsehfilm)
- 1975: Unterm Strich (Hustling) (Fernsehfilm) – Regie: Joseph Sargent
- 1976: Das Omen (The Omen)
- 1977: Telefon
- 1978: Wie ein Blitz aus heiterem Himmel (Breaking Up) (Fernsehfilm) – Regie: Delbert Mann
- 1978: Der Schrecken der Medusa (The Medusa Touch)
- 1978: Räder (Wheels) (Fernseh-Miniserie, 5 Folgen) – Regie: Jerry London
- 1979: Die Europäer (The Europeans)
- 1979: Von der Liebe zerrissen (Torn Between Two Lovers) (Fernsehfilm) – Regie: Delbert Mann
- 1980: Das große Finale (The Competition)
- 1980: Ein Sommer in Manhattan (Tribute)
- 1981: Der verhängnisvolle Brief (The Letter) (Fernsehfilm) – Regie: John Erman
- 1984: Spiel mit der Angst (Rearview Mirror) (Fernsehfilm) – Regie: Lou Antonio
- 1984: Liebesgefechte (A Good Sport) (Fernsehfilm) – Regie: Lou Antonio
- 1985: Bluterbe (Of Pure Blood) (Fernsehfilm) – Regie: Joseph Sargent
- 1985: Der Ausweg (Toughlove) (Fernsehfilm) – Regie: Glenn Jordan
- 1986: Emmas Krieg (Emma's War) – Regie: Clytie Jessop
- 1987: Anstiftung zum Mord (Nutcracker: Money, Madness and Murder) (Fernseh-Miniserie, 3 Folgen) – Regie: Paul Bogart
- 1987: James Stewart: A Wonderful Life (Dokumentarfilm) – Regie: David Heeley, Carol Burnett
- 1988: Jesse (Fernsehfilm) – Regie: Glenn Jordan
- 1989: Brücke zum Schweigen (Bridge to Silence) (Fernsehfilm) – Regie: Karen Arthur
- 1989: In 80 Tagen um die Welt (Around the World in Eighty Days) (Fernseh-Miniserie, 3 Folgen)
- 1989: Eintritt zur Hölle (Dark Holiday) (Fernsehfilm) – Regie: Lou Antonio

## Auszeichnungen und Nominierungen
- 1963: Oscar-Nominierung für Die Tage des Weines und der Rosen
- 1983: Golden-Globe-Nominierung für The Letter (als beste Fernsehdarstellerin)
- 1979: Golden-Globe-Nominierung für Wheels (als beste Fernsehdarstellerin)
- 1976: Golden-Globe-Nominierung für Jennie: Lady Randolph Churchill (als beste Fernsehdarstellerin)
- 1974: Golden Globe für The Blue Knight (als beste Fernsehdarstellerin)
- 1963: Golden-Globe-Nominierung für Die Tage des Weines und der Rosen (als beste Darstellerin)
- 1960: Golden-Globe-Nominierung Anatomie eines Mordes (als beste Darstellerin)